# Spvg Brakel
Die Spvg Brakel (offiziell: Spielvereinigung 1920 Brakel e. V.) ist ein Fußballverein aus Brakel im Kreis Höxter. Die erste Herrenmannschaft spielt nach dem Abstieg im Jahre 2025 in der Bezirksliga Westfalen. Der Verein nahm einmal am DFB-Pokal teil und spielte zwischen 1992 und 1998 in der Oberliga Westfalen.

## Geschichte

### Frühe Jahre (bis 1986)
Der Verein wurde im Jahre 1920 als Spiel- und Sportverein Brakel gegründet und nahm neun Jahre später seinen heutigen Namen an. 1949 gelang den Brakelern der Aufstieg in die Bezirksklasse. Nach einer Vizemeisterschaft im Jahre 1952 hinter TuRa Elsen gelang zwei Jahre später der Aufstieg in die seinerzeit drittklassige Landesliga, die damals die höchste Amateurliga Westfalens war. Gleich in der Aufstiegssaison sorgte die Mannschaft mit einem 3:1-Sieg über Arminia Bielefeld für Furore, musste aber auch eine 0:9-Niederlage beim SV Brackwede einstecken. Im Jahre 1956 wurde die neu geschaffene Verbandsliga um Längen verpasst. Trotz des letzten Tabellenplatzes blieb die Spvg Landesligist, weil der Abstieg in diesem Jahr ausgesetzt wurde. In der folgenden Spielzeit wurden die Brakler erneut Tabellenletzter und stiegen in die Bezirksklasse ab. 1959 wurde als Vizemeister hinter SuS Lage der Wiederaufstieg verpasst, bevor die Mannschaft fünf Jahre später nach einer 1:3-Niederlage nach Verlängerung im Entscheidungsspiel gegen den Blomberger SV in die 1. Kreisklasse absteigen musste.
In den folgenden Jahren wurden die Brakler zu einer Fahrstuhlmannschaft zwischen Bezirksliga und Kreisliga. In den Jahren 1966, 1968, 1979 wurde die Mannschaft jeweils Kreismeister, jedoch mussten die Brakeler 1967, 1972 und 1980 in die Kreisliga absteigen. Erst in den frühen 1980er Jahren kam es zu einer sportlichen Renaissance, als die Spielvereinigung zwischen 1983 und 1986 von der Kreis- in die Verbandsliga aufstieg. Insbesondere zu Landesligazeiten sorgten die Derbys gegen den TuS Bad Driburg für Aufsehen. Höhepunkt war die Saison 1985/86, als beide Mannschaften um den Aufstieg in die Verbandsliga kämpften. Beim direkten Aufeinandertreffen beider Clubs in Bad Driburg gewannen die Brakeler vor 3500 Zuschauern mit 3:2 durch zwei Tore von Claus-Dieter Wollitz.

### Verbandsliga und Oberliga (1986 bis 1998)

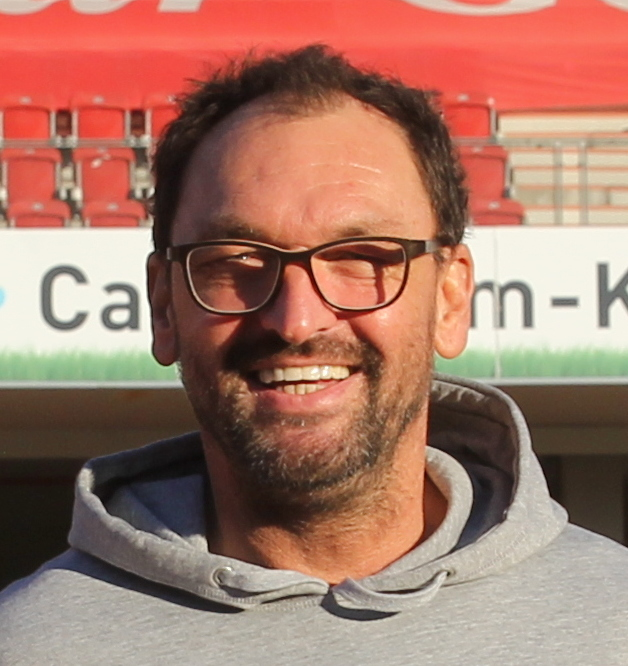
Claus-Dieter Wollitz spielte bis 1987 in Brakel

Auch in der Verbandsliga wurden die Brakeler schnell zur Spitzenmannschaft und erreichten in der Saison 1988/89 den vierten Tabellenplatz. Nachdem die Mannschaft 1991 den vierten Platz hatte wiederholen können, schafften die Brakeler die Qualifikation zum DFB-Pokal durch einen 1:0-Sieg beim VfR Sölde. Wolfgang Flock erzielte das Tor des Tages. Im Halbfinale des Westfalenpokals scheiterte die Mannschaft mit 2:3 an Borussia Dortmund II. Im DFB-Pokal 1991/92 erhielten die Brakeler zunächst ein Freilos und unterlagen in der zweiten Runde mit 0:3 gegen den Zweitligisten SC Fortuna Köln. Ein Jahr später wurde die Spvg Brakel Vizemeister der Westfalenliga 1 hinter den Amateuren des FC Schalke 04. Geplant war eine Relegationsrunde mit dem Vizemeister der Staffel 2, den Amateuren der SG Wattenscheid 09 sowie dem Oberligavorletzten Rot-Weiß Lüdenscheid. Zwischenzeitlich hatte der Oberligist ASC Schöppingen die Eingliederung in die Bezirksliga beantragt, wurde jedoch vom Verband in die Kreisliga A versetzt. Die Schöppinger protestierten und bekamen Recht. 
Um weiteren Protesten vorzubeugen, sagte der Verband die Relegationsrunde ab und erklärte sowohl Brakel als auch die Wattenscheider Amateuren zu Aufsteigern in die damals drittklassige Oberliga. In der seinerzeit höchsten deutschen Amateurliga trafen die Brakeler auf renommierte Gegner wie Arminia Bielefeld, Preußen Münster oder dem TuS Paderborn-Neuhaus. Die Spielvereinigung konnte sich sportlich etablieren, verpasste aber 1994 die wieder eingeführte Regionalliga. Sportlicher Höhepunkt war die Saison 1994/95, als die Brakeler Sechster wurden. Trotz des Erfolges litt der Verein unter niedrigen Zuschauerzahlen, die selten 500 überstiegen. In den späteren Jahren fiel es dem Verein immer schwerer, sportlich in der Oberliga mithalten zu können und kämpfte gegen den Abstieg. Die Saison 1995/96 brachte mit einem 6:0 über den SV Rotthausen den höchsten Sieg der Brakeler Oberligageschichte, aber auch eine 0:8-Niederlage gegen Rot-Weiß Lüdenscheid. Zwei Jahre später stiegen die Brakeler als Tabellenletzter aus der Oberliga ab und verloren im Saisonverlauf unter anderem 0:8 bei den Amateuren von Schalke 04.

### Gegenwart (seit 1998)
Zurück in der Verbandsliga wurde die Spielvereinigung Drittletzter und wäre damit sportlich in die Landesliga durchgereicht worden. Erst nachdem Preußen Lengerich durch eine nachträgliche Spielwertung neben dem SC Herford in die Oberliga aufsteigen durfte verblieben die Brakeler in der Verbandsliga. In den folgenden Jahren kämpfte die Mannschaft gegen den Abstieg, der im Jahre 2002 als Tabellenletzter erfolgte. Ein Jahr später wurde die Mannschaft in die Bezirksliga durchgereicht. Mit einer neu formierten Mannschaft gelang der Spvg unter Trainer Jürgen Prüfer der direkte Wiederaufstieg. Unter Prüfers Nachfolger Werner Koch gelang der Durchmarsch in die Verbandsliga. Mit einem Punkt Vorsprung auf den BV Bad Lippspringe sicherten sich die Brakeler die Meisterschaft in der Landesligastaffel 5. Mit einer jungen Mannschaft mit Spielern aus der Region erreichte die Spvg in der Aufstiegssaison 2006/07 den siebten Platz.
Zwei Jahre später folgte mit einem kleinen Kader der erneute Abstieg in die Landesliga. Nach drei Jahren im Mittelfeld der Landesliga musste die Mannschaft im Jahre 2012 in die Bezirksliga absteigen, da der 13. Tabellenplatz aufgrund einer Ligareform nicht zum Klassenerhalt reichte. Drei Jahre später sicherten sich die Brakeler die Vizemeisterschaft hinter dem BV Bad Lippspringe. In der anschließenden Relegation bezwangen die Brakeler zunächst den SV Brilon, scheiterten dann aber am SC Münster 08. Besser lief es in der folgenden Spielzeit 2015/16, in der die Spielvereinigung bereits fünf Spieltage vor Saisonende die Meisterschaft und die Rückkehr in die Landesliga schafften. Die Saison 2022/23 beendete die Spvg auf Platz 15 mit 37 Punkten. Damit steigt Brakel nach sieben Jahren aus der Landesliga ab und spielt in der Saison 2023/24 in der Bezirksliga.
Die Mannschaft schaffte den direkten Wiederaufstieg. In der Hinrunde wurden 14 von 15 Spielen gewonnen, bevor am vorletzten Spieltag der Aufstieg durch ein 3:2 über den VfB Schloß Holte perfekt gemacht wurde. Nach einer Saison ging es jedoch wieder runter in die Bezirksliga.

## Erfolge
- Teilnahme am DFB-Pokal: 1991/92
- Aufstieg in die Oberliga Westfalen: 1992
- Meister der Landesliga Westfalen: 1986 (Staffel 1), 2006 (Staffel 5)
- Futsal Deutsche Meisterschaften B-Junioren: 6. Platz 2017
- Futsal Deutsche Meisterschaften C-Junioren: 3. Platz 2017
- Futsal Westdeutscher Hallenmeister B-Junioren: 2017
- Futsal Westdeutscher Vizehallenmeister B-Junioren: 2020
- Futsal Westdeutscher Hallenmeister C-Junioren: 2017
- Hallen-Westfalenmeister der A-Junioren: 2018 (mit dem SC Verl und dem VfB Waltrop), 2020[10]
- Futsal Hallen-Westfalenmeister der B-Junioren: 2014 (mit dem SC Wiedenbrück), 2017, 2020[10]
- Futsal Hallen-Westfalenmeister der C-Junioren: 2014, 2015, 2016, 2017, 2019[10]

## Stadion
Die Spielvereinigung 20 Brakel trägt ihre Heimspiele im Sportzentrum Pahenwinkel am nördlichen Stadtrand von Brakel aus. In der Anlage befinden sich ein Fußballfeld mit Naturrasen und Leichtathletikanlage („Kampfbahn Typ C“), ein Kunstrasenplatz mit Flutlichtanlage sowie ein Kleinspielfeld (Bolzplatz). Der Hauptplatz im Sportzentrum Pahenwinkel, wo in der Regel die Spiele der 1. Mannschaft ausgetragen werden, heißt seit Mitte Mai 2010 Brakeler Thermo-Glas-Stadion.

## Weitere Mannschaften und Abteilungen
Die zweite Mannschaft spielt seit dem Aufstieg im Jahre 2019 in der Bezirksliga. Die Spvg Brakel ist im Nachwuchsbereich ein Kooperationsverein von Arminia Bielefeld. In der Saison 2024/25 spielen die A- und C-Junioren in der Landesliga, die B-Junioren in der Westfalenliga und die D-Junioren in der Bezirksliga. Carlotta Wamser wurde im Jahre 2019 mit der U-17-Nationalmannschaft Europameisterin und wurde ein Jahr später mit der Fritz-Walter-Medaille in Bronze ausgezeichnet.
Im Jahre 2017 qualifizierten sich die B- und C-Junioren für die DFB-Hallenmeisterschaft in Gevelsberg. Die C-Jugend wurde dabei Dritter und die B-Jugend Sechster. Zwei Jahre später qualifizierten sich die B-Junioren erneut für die DFB-Hallenmeisterschaft. Allerdings wurde diese wegen der COVID-19-Pandemie ersatzlos abgesagt.
Im Januar 2008 wurde die Abteilung Reha-Sport in der Spvg Brakel gegründet. In dieser Abteilung wird seit April 2008 Rehabilitationssport nach dem § 44 SGB IX angeboten.

## Persönlichkeiten
- Lars Findler, war Profi beim KSV Hessen Kassel
- Lena Göllner, wurde Bundesligaspielerin beim Herforder SV
- Koray Günter, wurde Profi bei Borussia Dortmund
- Jürgen Prüfer, wurde Bundesligatrainer beim Herforder SV
- Thomas Sagel, wurde Profi bei Arminia Bielefeld
- Wolfgang Schlichthaber, war Profi bei Arminia Bielefeld
- Furkan Şimşek, wurde Profi bei Çaykur Rizespor
- Winfried Stradt, war Profi bei Eintracht Frankfurt, Tennis Borussia Berlin und Alemannia Aachen
- Carlotta Wamser, wurde Bundesligaspielerin bei der SGS Essen
- Claus-Dieter Wollitz, wurde Profi beim VfL Osnabrück und Hertha BSC
- Michael Wollitz, wurde Profi bei Arminia Bielefeld